# 中岛英彰
中岛英彰（日语：／ Nakajima Hideaki，1963年—），男，日本大阪八尾市人。日本国立环境研究所高级研究员，日本东北大学环境科学院兼职教授（博士生导师）。具备地球物理学领域学术背景，特别注重气象学。此外，作为第31与48次日本南极越冬队队员参与并推进实验调查，曾撰写众多出版物，其中包含《气候变动辞典》。美国地球物理学联合成员。主要研究方向为红外线大气分光学。

## 简历
- 1987年3月毕业于日本东北大学理学院物理学系。
- 1993年3月毕业于日本东北大学理学院地球物理学系研究生院（理学博士）。
- 1993年4月至1997年9月任日本名古屋大学太阳地球环境研究所助理教授。
- 1997年10月任日本国立环境研究所大气环境研究部高级研究员。
- 1989年11月至1991年3月任第31次日本南极越冬队员。
- 2006年11月至2008年3月任第48次日本南极越冬队员。
- 2009年4月兼任日本东北大学环境科学院教授。
- 2000年获美国航天局团体业绩奖。